# Ист Мизула (Монтана)
Ист Мизула (енгл. East Missoula) насељено је место без административног статуса у америчкој савезној држави Монтана.

## Демографија
По попису из 2010. године број становника је 2.157, што је 87 (4,2%) становника више него 2000. године.
| Група             | 2000.         | 2010.         |
| Белци             | 1.913 (92,4%) | 1.969 (91,3%) |
| Афроамериканци    | 7 (0,3%)      | 8 (0,4%)      |
| Азијати           | 10 (0,5%)     | 12 (0,6%)     |
| Хиспаноамериканци | 34 (1,6%)     | 55 (2,5%)     |
| Укупно            | 2.070         | 2.157         |